# Ateneria crinipuncta
Ateneria crinipuncta är en fjärilsart som beskrevs av William Schaus 1914. Ateneria crinipuncta ingår i släktet Ateneria och familjen nattflyn. Inga underarter finns listade i Catalogue of Life.